# Sushil Kumar
Pour les articles homonymes, voir Kumar (homonymie).
Sushil Kumar Solanki (en hindi : सुशील कुमार सोलंकी), né le 26 mai 1983 à Baprola, Delhi, est un lutteur indien. Il est désigné pour être le porte-drapeau de la délégation indienne
pour les JO 2012.

## Palmarès

### Lutte aux Jeux olympiques
- 2012 à Londres, Royaume-Uni
  -  Médaille d'argent en 66 kg
- 2008 à Pékin,  Chine
  -  Médaille de bronze en 66 kg

### Championnats du monde
- 2010 à Moscou,  Russie
  -  Médaille d'or en 66 kg

### Championnats d'Asie
- 2003 (en) à New Delhi,  Inde
  -  Médaille de bronze en 60 kg
- 2007 (en) à Bichkek,  Kirghizistan
  -  Médaille d'argent en 66 kg
- 2008 (en) à Jeju,  Corée du Sud
  -  Médaille de bronze en 66 kg
- 2010 (en) à New Delhi,  Inde
  -  Médaille d'or en 66 kg

### Jeux du Commonwealth
- 2010 à Delhi,  Inde
  -  Médaille d'or en 66 kg
- 2014 à Glasgow,  Écosse
  -  Médaille d'or en 74kg
- 2018 à Gold Coast,  Australie
  -  Médaille d'or en 74kg

## Distinction et honneurs
Sushil Kumar reçoit les distinctions Arjuna Award et la Padma Shri.